# Piedra Ancha, Puebla
Piedra Ancha är en ort i Mexiko.   Den ligger i kommunen Chignahuapan och delstaten Puebla, i den sydöstra delen av landet, 100 km öster om huvudstaden Mexico City. Piedra Ancha ligger 2 729 meter över havet och antalet invånare är 440.
Terrängen runt Piedra Ancha är huvudsakligen kuperad, men åt nordväst är den platt. Runt Piedra Ancha är det ganska tätbefolkat, med 52 invånare per kvadratkilometer. Närmaste större samhälle är Lagunilla, 19,5 km söder om Piedra Ancha. Omgivningarna runt Piedra Ancha är i huvudsak ett öppet busklandskap.